# Loumea
Der Loumea (Ribeira Loumea, Rio Loumea, Mota Loumea) ist ein osttimoresischer Fluss, der durch die Gemeinden Bobonaro und Cova Lima fließt.

## Verlauf

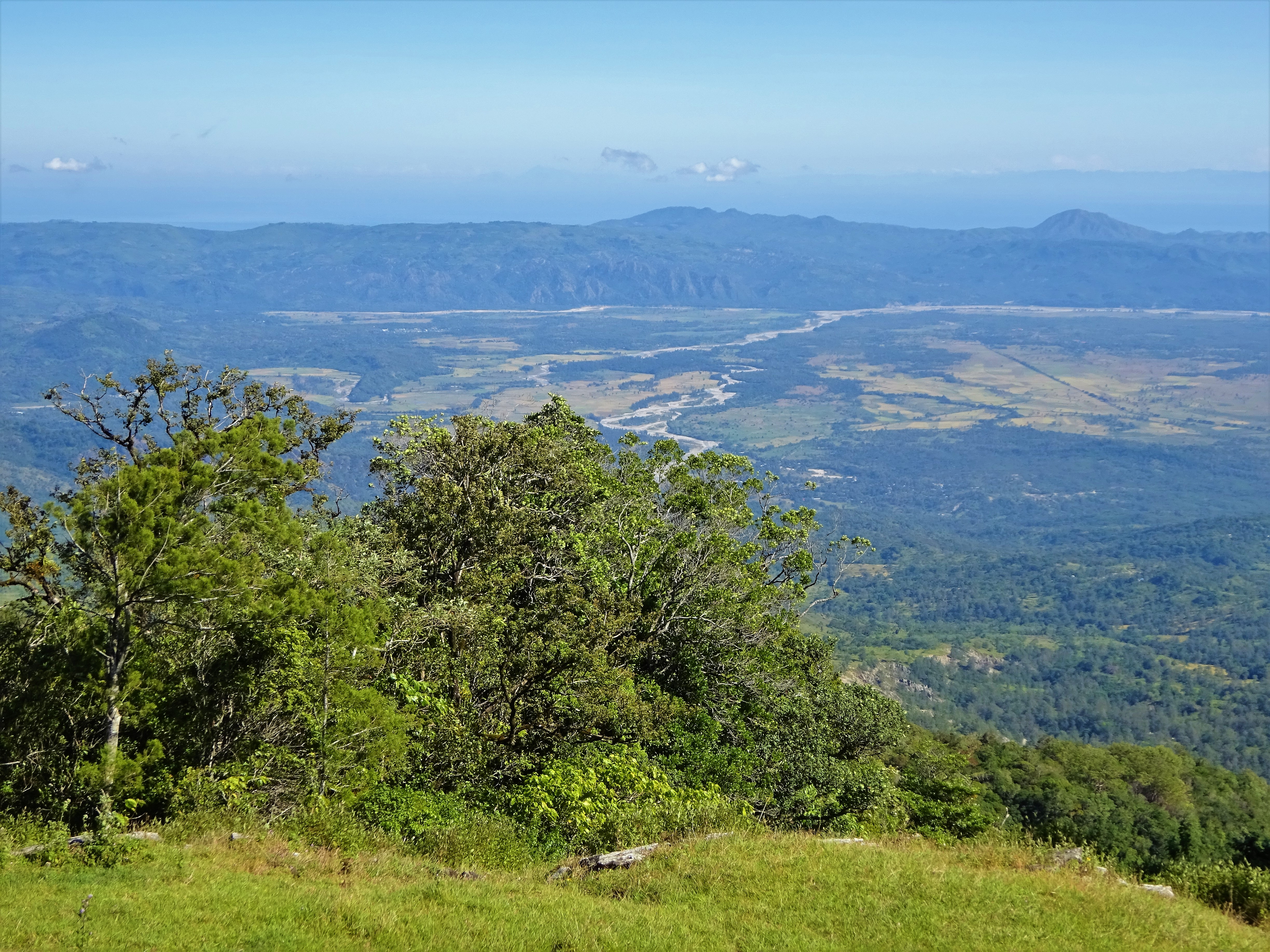
Der Ilsa, ein Nebenfluss des Loumea vom Berg Tapo gesehen

Der Loumea entsteht aus zwei Flüssen, die im Suco Carabau entspringen. Er fließt zunächst nach Westen und bildet die Grenze zwischen den Sucos Bobonaro und Lourba, nach Zufluss des Mabesi (dem Grenzfluss zwischen Lourba und Malilait) zwischen Bobonaro und Malilait. Dann schwenkt der Loumea nach Süden, durchquert Bobonaro und wird zum Grenzfluss zwischen den Sucos Ai-Assa und Lour. 
Der Laco entspringt im Grenzgebiet zwischen den Sucos Ai-Assa und Oeleo. In ihn mündet der Masi, der Grenzfluss zwischen den Sucos Tapo und Leber, in den auch der aus Tapo kommende Ilsa fließt. Nachdem der Laco Ai-Assa nach Osten fließend durchquert hat, mündet er in den Loumea, der nun der Grenzfluss zwischen den Sucos Lour und Sibuni ist.
In Leber entspringt der Lelepo, der nach Südosten fließt. Er mündet in den Fluss Pa, der im Grenzgebiet zwischen den Sucos Lontas und Deudet entspringt und weiter nach Osten fließt, entlang der Grenze zwischen Leber und Guda. Nach der Mündung des Lelepo folgt der Pa einem Stück der Grenze zwischen Guda und Molop, bevor er Molop durchquert und schließlich den Loumea erreicht. An dieser Stelle mündet auch der Bemutin, der Grenzfluss zwischen Lour und Zulo, in den Loumea. Der Loumea folgt ab hier der Grenze Zulos zu Molop, später zwischen Tashilin und Molop. Der Grenze zwischen Tashilin und Beco folgend, verlässt der Loumea die Gemeinde Bobonaro endgültig und beginnt seine Durchquerung von Cova Lima. Aus Beco kommend mündet der Zola in den Loumea. Kurz vor der Mündung des Loumea fließt ein kleiner Fluss knapp entlang der Küste folgend nach Osten. Er hat eine eigene Mündung, doch in der Regenzeit erreicht er mit einem Zufluss auch den Loumea.